# Oryzopsis latifolia
Oryzopsis latifolia är en gräsart som beskrevs av Roman Julievich Roshevitz. Oryzopsis latifolia ingår i släktet Oryzopsis och familjen gräs. Inga underarter finns listade i Catalogue of Life.